# Gočovo
Gočovo je slovenská obec. Leží na říčce Slaná v okrese Rožňava v jihovýchodní části Slovenského rudohoří. První písemná zmínka pochází z roku 1427. V roce 2017 zde žilo 343 obyvatel.

## Poloha
Nachází se v údolí říčky Slané, na pomezí Revúcké vrchoviny (podcelek Dobšinského předhůří) a Volovských vrchů (podcelek Zlatého stolu). Obcí vede silnice I/67 z Rožňavy do Dobšiné a také železniční trať Rožňava - Dobšiná. Nejbližším městem je 8 km severně ležící Dobšiná, okresní město Rožňava leží 17 km jihovýchodně a krajské město Košice 87 km východně.

## Historie
Vznik původně pastevecké osady se odhaduje do 14. století, přestože nejstarší písemná zmínka pochází až z roku 1427. Toto území od roku 1320 vlastnili Bubekovci, kteří byli darem odměněni za zásluhy v bojích proti Tatarům, od 16. století byli majitelé Andrášiovci. Po pustošivých nájezdech osmanských vojsk v polovině 16. století byla osada vylidněná a kolem roku 1570 v ní žilo už jen 8 rodin. Další ránu rozvoji obci uštědřila morová epidemie, která pustošila Gočovo v letech 1709-1710 a podle církevních kronik si v Gočovu a Vlachově vyžádala téměř 600 obětí. Podle sčítání lidu v roce 1828 zde stálo 76 domů, ve kterých žilo 607 obyvatel.
V 18. století v obci fungoval hamr, který sloužil k obživě obyvatel. Ti se zabývali zemědělstvím, chovem ovcí a dalšího dobytka, těžbou a zpracováním dřeva, výrobou kol, uhlířství a hornictví.

## Pamětihodnosti
- Evangelický kostel – jednolodní barokně-klasicistní stavba z let 1780–1790, představená věž byla přistavěna na začátku 19. století. V interiéru se nachází hodnotné barokní vybavení. Barokní oltář pochází z roku 1761, hlavní prostor oltáře je lemován tordovanými sloupy a akantovou ornamentikou. Kazatelna z poloviny 18. století je dřevěná, na parepetu jsou vyobrazeni evangelisté. K dalšímu vybavení patří lavice ze stejného období, na bocích dekorované malovanými rostlinnými motivy. Empora je dřevěná a malovaná, nesená tordovanými sloupy. V kostele se nacházejí čtyři zvony, z nich nejstarší pochází z roku 1797.[5] Fasáda kostela je členěna lizénami a segmentovými okny se šambránami a klenáky. Věž je členěna pilastry a ukončena korunní římsou s terčíkem, hodinami a věží s helmicí a barokní lucernou.

- Rodný dům Jury Hronce – lidová stavba z 19. století s malým muzeem věnovaným tomuto matematikovi.[6]

## Osobnosti
- Jur Hronec (asi 1881 – 1959), matematik, rektor Slovenské technické univerzity v Bratislavě

## Galerie

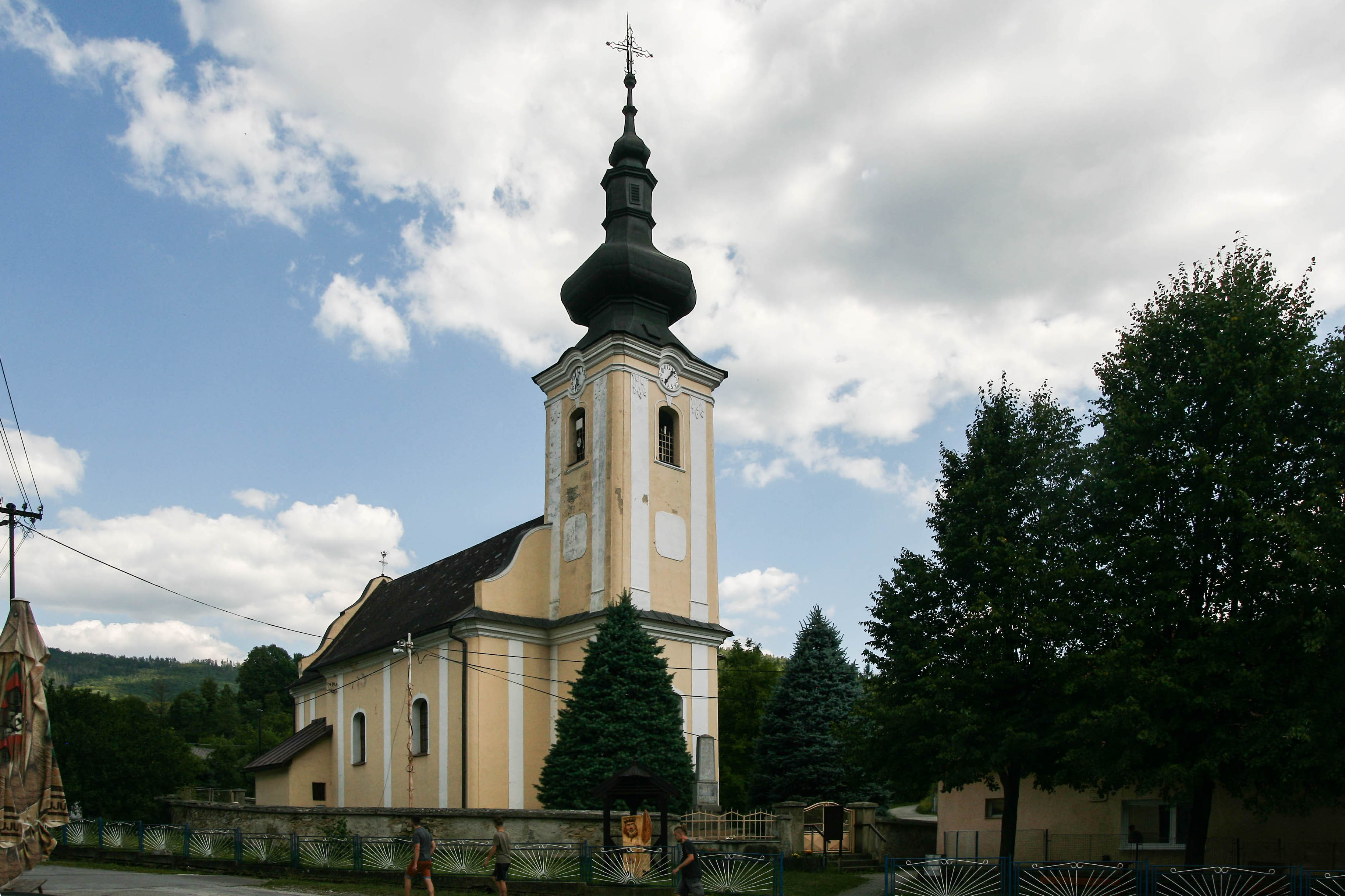
Evangelický kostel
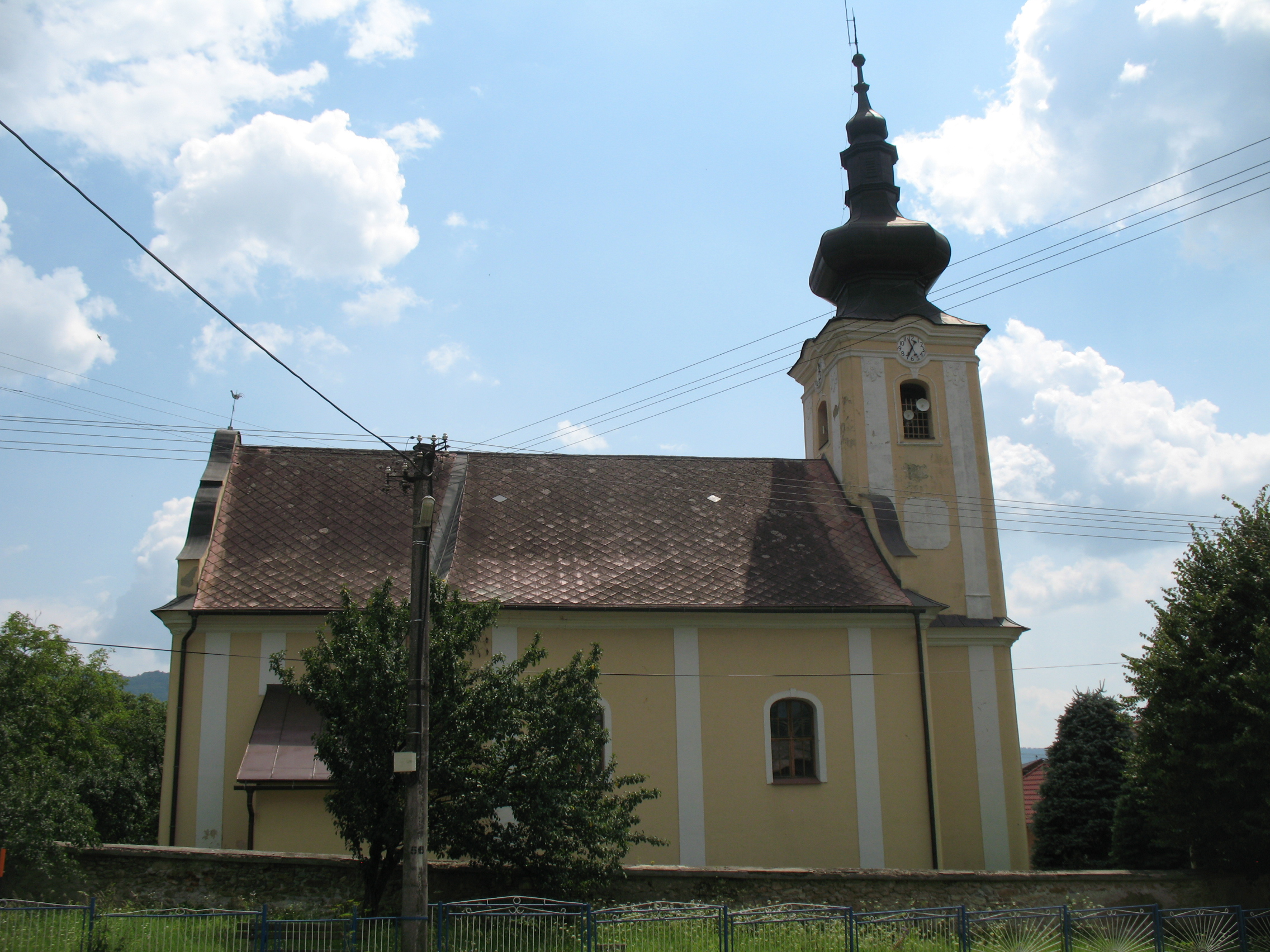
Evangelický kostel
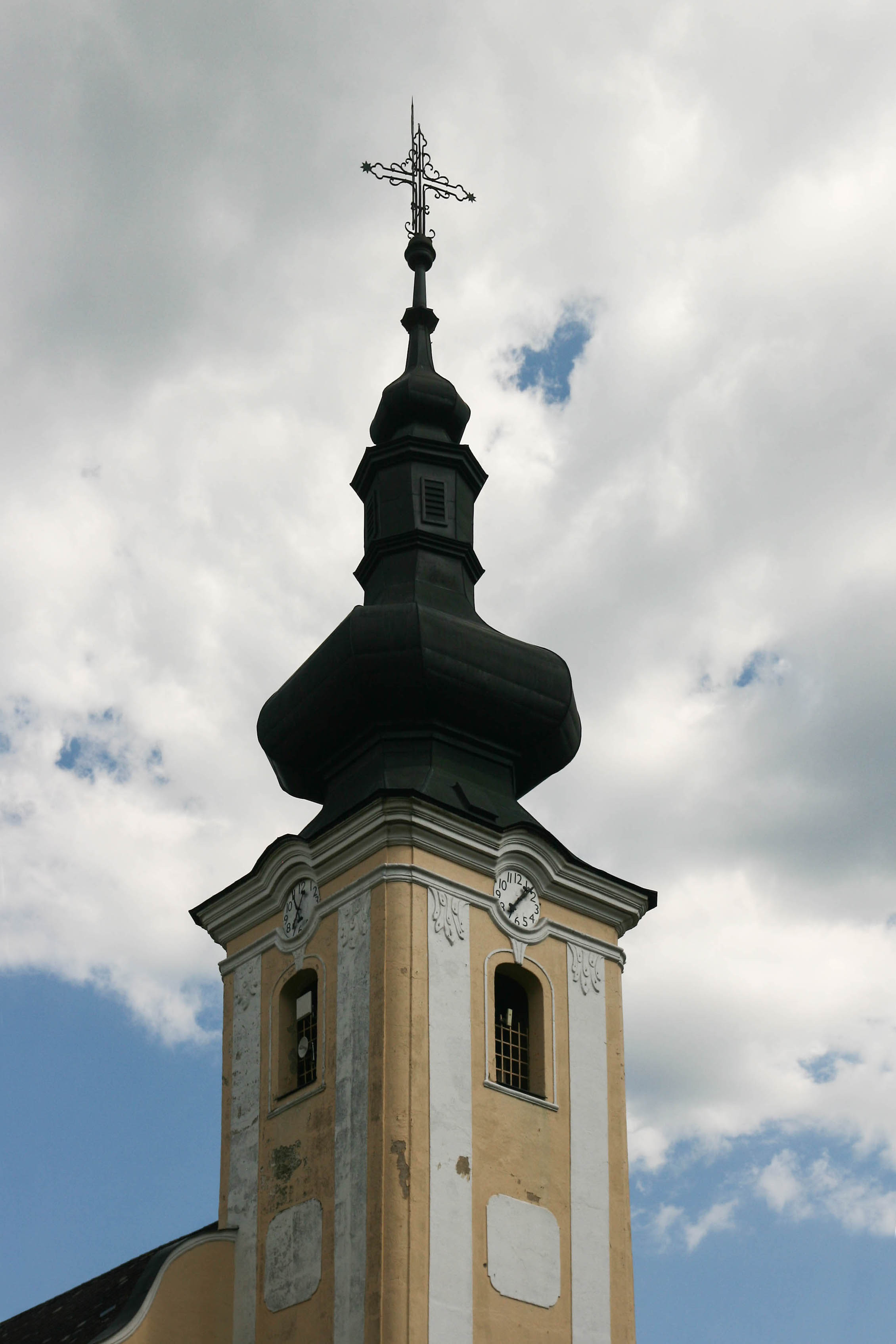
Detail věže
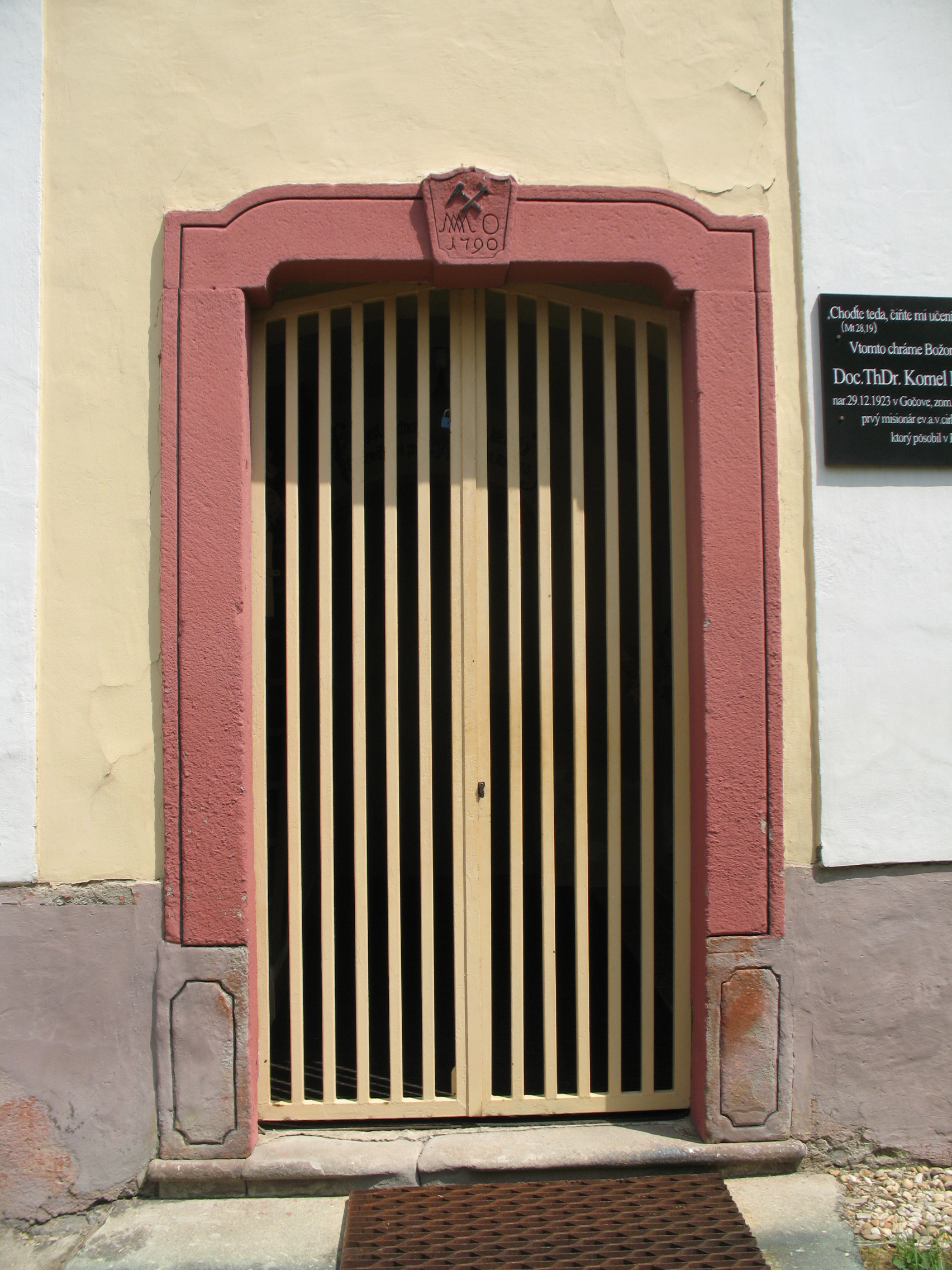
Vstup do kostela
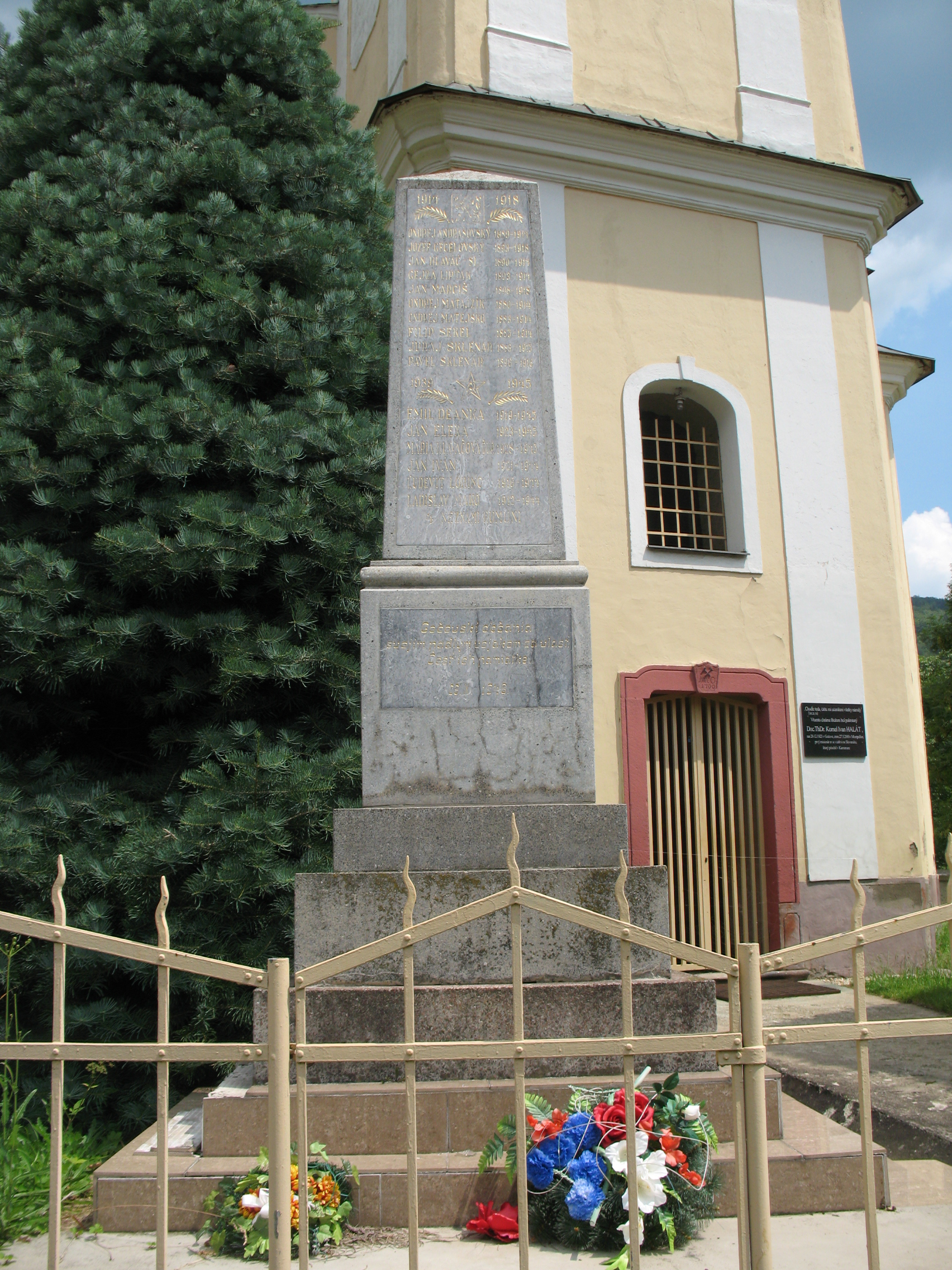
Památník první světové války před kostelem
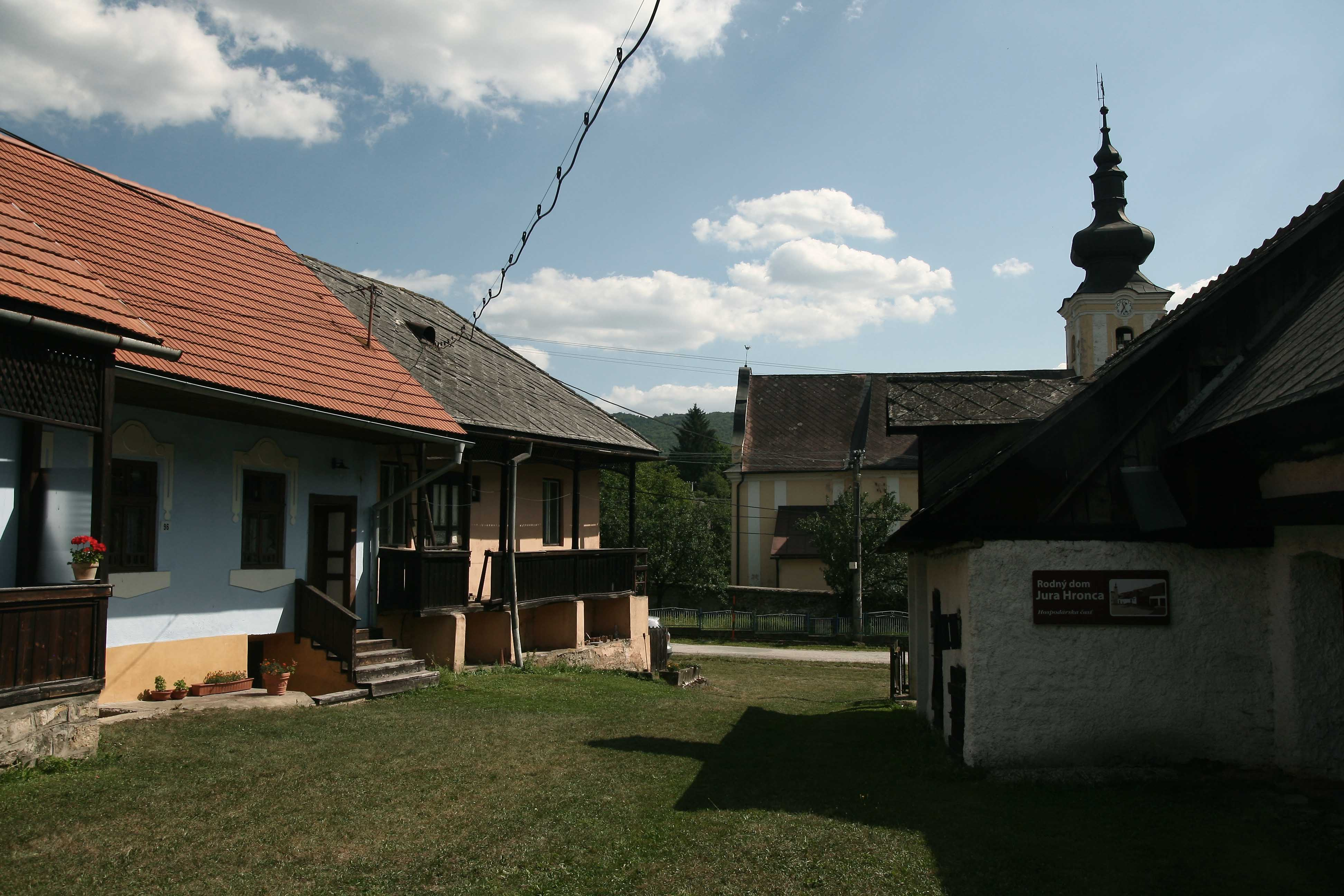
Rodný dům Jury Hronce
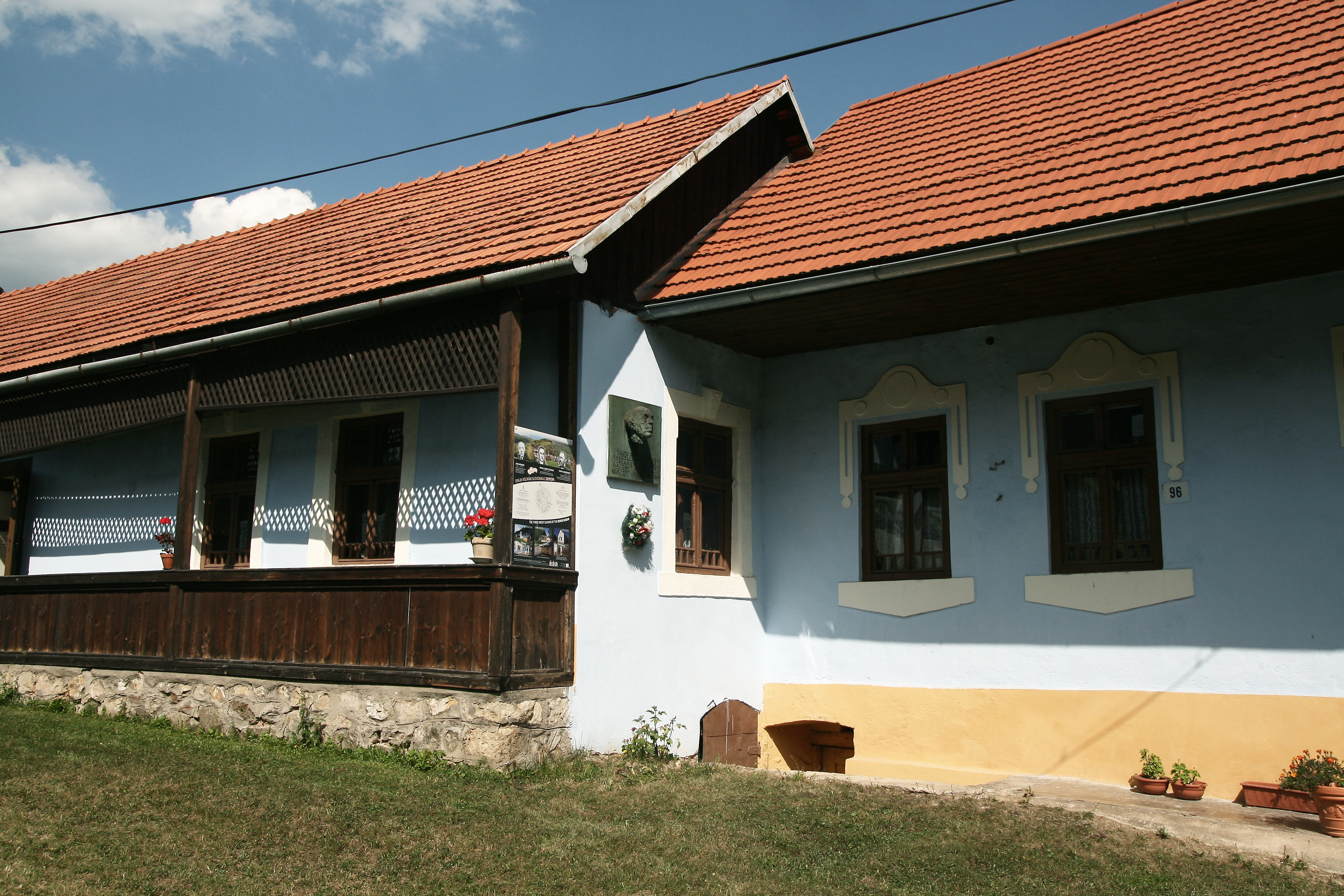
Rodný dům Jury Hronce
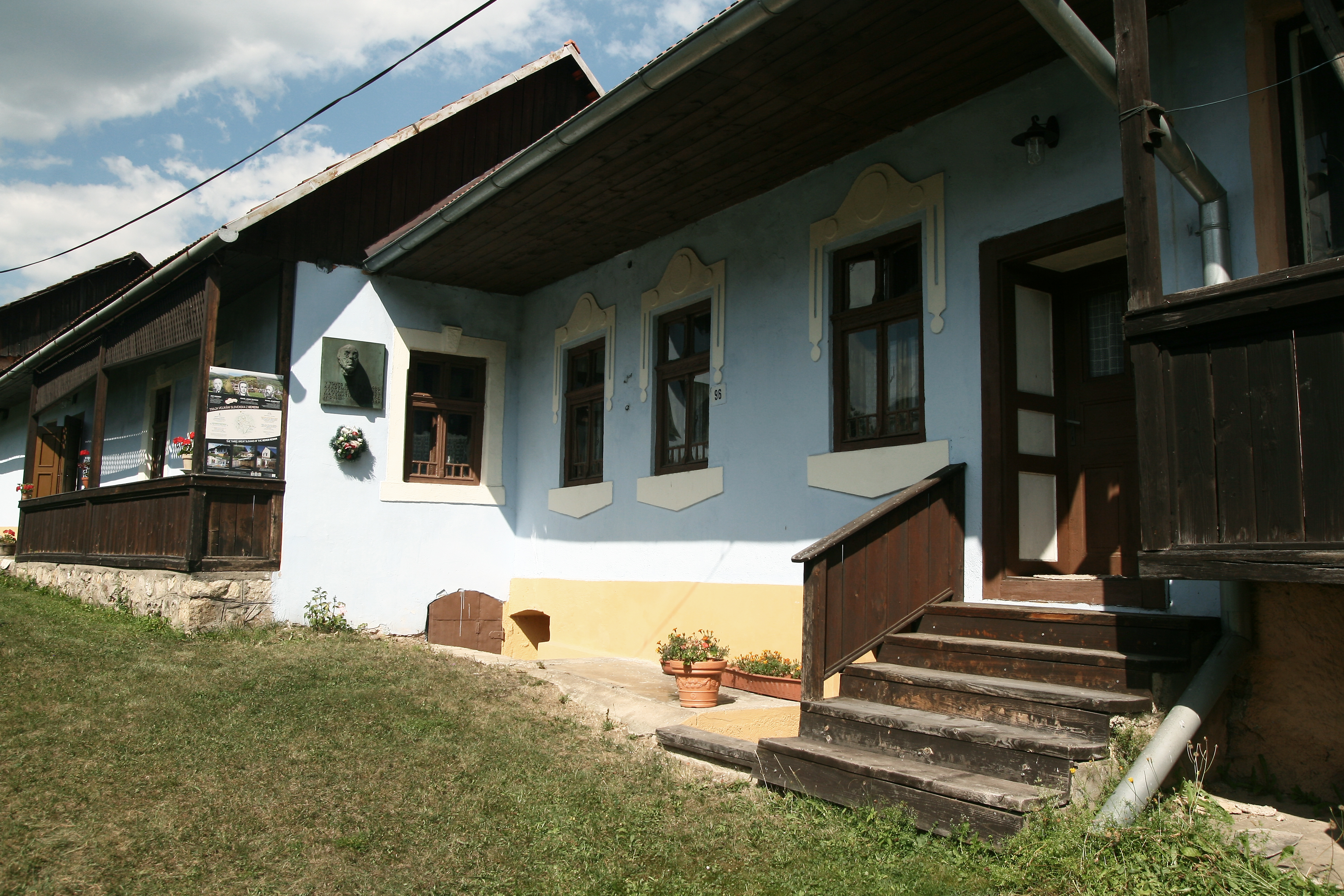
Rodný dům Jury Hronce
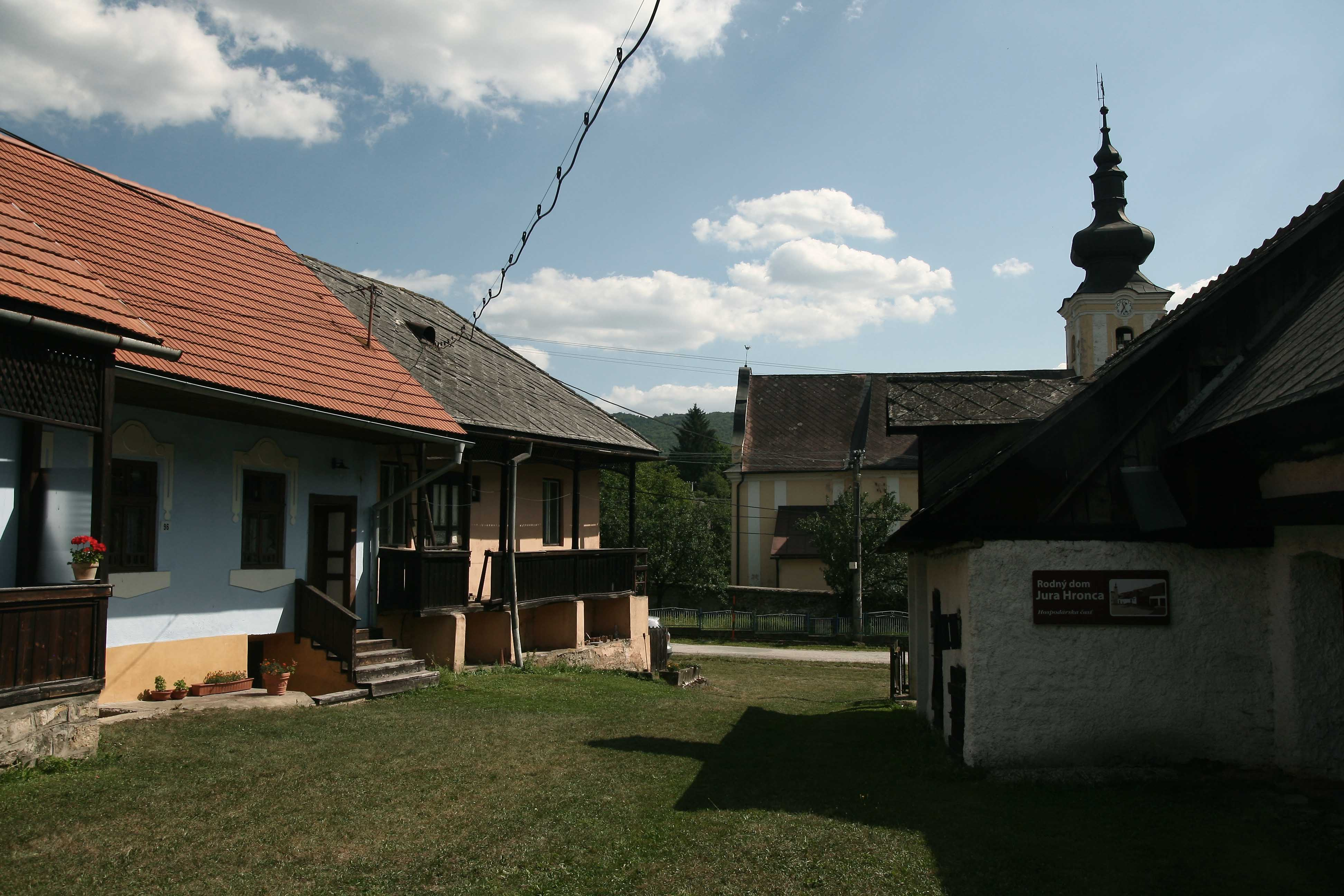
Rodný dům Jury Hronce
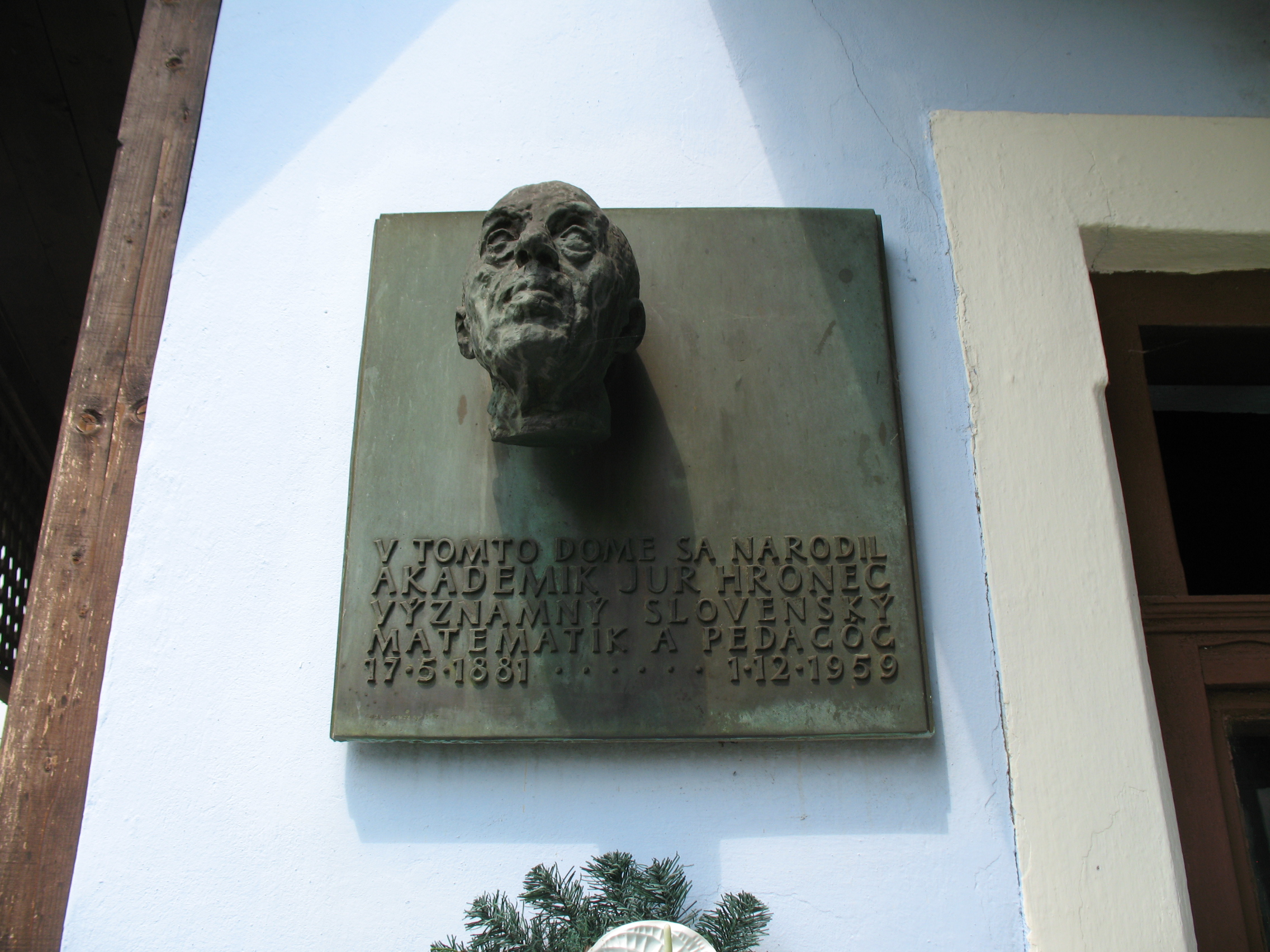
Pamětní tabule